# Раде Шупица
Раде Шупица (Војновац, код Огулина, 14. фебруар 1902 — Ореховица, код Ријеке, 12. јул 1942), учесник Народноослободилачке борбе и народни херој Југославије.

## Биографија
Раде Шупица родио се 14. фебруара 1902. године у Војновцу код Огулина. У потрази за послом долази у Сушак (данас део града Ријеке) и запошљава се као лучки радник. У Сушаку је тада деловала јака организација Комунистичке партије Југославије и Раде је убрзо дошао у контакт са комунистима. Постао је симпатизер, а 1934. године и члан Комунистичке партије Југославије.
Исте године био је ухапшен и суђен у Огулину заједно са групом комуниста из Хрватског приморја. У затвору је издржао тешке животне услове и мучења од стране полиције. Након изласка из затвора наставља да ради у Партији и класним радничким синдикатима. Кад је у августу 1935. године основан Савез лучких и обласних радника у Сушаку, он постаје члан Одбора Савеза.
Полиција га опет хапси и 1936. године предаје суду, који га због недостатка доказа ослобађа оптужбе. У полицијском се затвору нашао поновно 1940. године. Ни тада полиција није од њега изнудила никакво признање, па су га били присиљени пустити. Исте године, у присуству Рада Кончара, изабран је за секретара Окружног комитета Комунистичке партије Хрватске за Хрватско приморје.
Након капитулације Југославије у априлу 1941. године и анексије дела Хрватског приморја од стране фашистичке Италије, Раде интензивно ради на припремама за оружани устанак. Напад нацистичке Немачке на Совјетски Савез затекао га је у сушачкој болници, где га је илегално лечио доктор Кучић. Иако болестан, Раде одлази у Загреб, где од Централног комитета КПХ добива директиву да дигне оружани устанак. У Сушаку је радио на доследном провођењу партијске директиве. Захваљујући његовом раду, прва група сушачких скојеваца одлази у партизански борбени логор на брду Тухобић изнад Хрељина. Њима су се придружили борци из Гробинштине и Хрељина, а касније и Каставштине. У септембру 1941. године Раде води партизане са Тухобића у логор брибирских партизана на планини Вишевици. Тамо су заједнички положили партизанску заклетву.
Половином септембра 1941. године, формиран је нови Окружни комитет КПХ за Хрватско приморје. Раде је члан новог Окружног комитета, а истовремено врши дужност секретара Котарског комитета КПХ за Сушак. Сушак је тада био препун окупаторске војске и полиције, тако да су услови илегалног рада били веома тешки. Поред тога, Раде делује у граду, али се врло кратко задржава на истом месту и свугде иде наоружан.
Радио је на деловању Котарског комитета КПХ у Сушаку и непрекидно одржавао везу са Окружним комитетом. Тако је у фебруару 1942. године дошао у гостионицу једног симпатизера НОП-а у Цриквеници, како би ступио у контакт са везом. Постао је сумњив неком агенту, који је довео карабинијере. Пошто није имао исправе уза себе, карабинијери су кренули да га одведу у полицијску станицу, али је он на изласку из гостионице испалио пар хитаца на њих и побегао. Радини пуцњеви и пуцњеви збуњених карабинијера унели су велику помутњу у целом граду и оближњем војном гарнизону.
У априлу 1942. године, на улици у Сушаку ухапсила га је италијанска полиција. Пружио је отпор, али су карабинијери успели да га свладају. Готово пуна три месеца био је у затвору. Фашисти су га константно мучили, тражећи да ода сараднике НОП-а. Раде је издржао мучење и није никога одао, иако су му као секретару били познати сви чланови комитета, многи чланови КПЈ и симпатизери НОП-а. Након тога је изведен пред Специјални суд, који га је осудио на смрт. Измрцварен и прекривен ранама, стрељан је на Ораховици крај Ријеке 12. јула 1942. године.Стрељан је под псеудонијем Раде Шупић.Једна узлица у Ријеци носи назив Раде Шупић
Указом председника Федеративне Народне Републике Југославије Јосипа Броза Тита, 24. јула 1953. године, проглашен је за народног хероја.